# Pierino Gabetti
Pierino Gabetti, född 22 maj 1904 i Sestri Ponente, död 28 februari 1971, var en italiensk tyngdlyftare.
Gabetti blev olympisk guldmedaljör i 60-kilosklassen i tyngdlyftning vid sommarspelen 1924 i Paris.